# La Guierche
La Guierche är en kommun i departementet Sarthe i regionen Pays de la Loire i nordvästra Frankrike. Kommunen ligger i kantonen Ballon som tillhör arrondissementet Le Mans. År 2022 hade La Guierche 1 285 invånare.

## Befolkningsutveckling
Antalet invånare i kommunen La Guierche
| Referens: INSEE |